# Polypogon monspeliensis
Polypogon monspeliensis é uma espécie de planta com flor pertencente à família Poaceae. 
A autoridade científica da espécie é (L.) Desf., tendo sido publicada em Flora Atlantica 1: 67. 1798.
Os seus nomes comuns são erva-fina, polipogom-de-mompilher, rabo-de-raposa-macio ou rabo-de-raposa.

## Portugal
Trata-se de uma espécie presente no território português, nomeadamente em Portugal Continental, no Arquipélago dos Açores e no Arquipélago da Madeira.
Em termos de naturalidade é nativa das três regiões atrás indicadas.

## Protecção
Não se encontra protegida por legislação portuguesa ou da Comunidade Europeia.